# Kamerunska köket

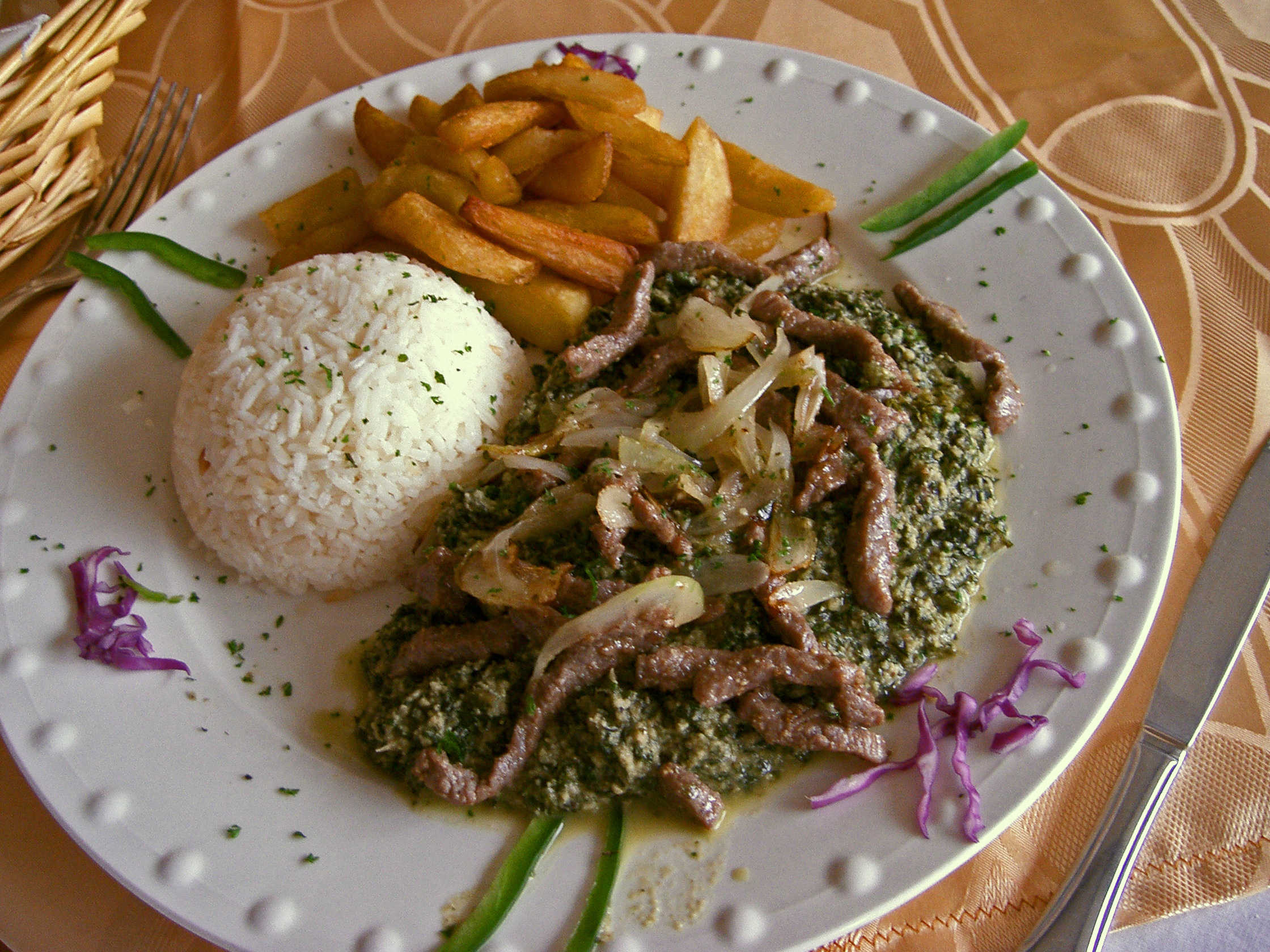
Ndolé, nationalrätten i Kamerun.

Det kamerunska köket är ett av Afrikas mest varierade kök på grund av dess placering i mitten av kontinenten. Utöver detta märks tydliga influenser från det franska köket, ett arv från kolonialtiden. Nationalrätten i Kamerun är ndolé, en gryta på vernonia (bitterleaf), nötter och fisk- eller getkött.

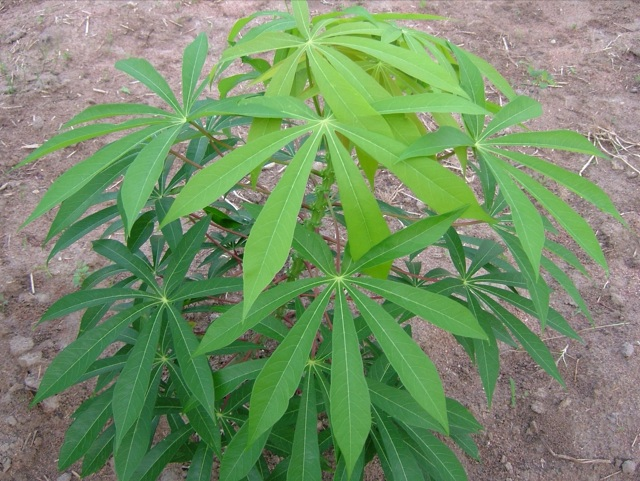
Maniokplanta.

Stapelvaror i Kamerun är maniok, jams, ris, kokbananer, potatis, majs, bönor och hirs. Fransmännen introducerade franskt bröd och italiensk pasta, vilket dock inte äts så mycket på grund av dess pris.
Jorden i den största delen av landet är väldigt bördig och ett stort antal grönsaker och frukter, både inhemska och importerade, odlas. Exempel på vanliga grönsaker är tomater, vernonia (bitterleaf), manioklöv, okra och äggplantor.

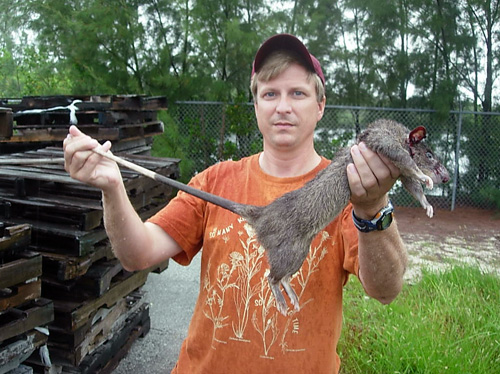
Jättepåsråttor.

Huvudsakligen får man proteinet som behövs från fisk då fågel och kött är för dyrt för mer än speciella tillfällen. Även så kallad bushmeat är vanligt, och några av de mest eftertraktade arterna är myrkottar, vanligt piggsvin och jättepåsråttor. Det jagas också exotisk bushmeat såsom schimpans och gorilla.
Bland kamerunska specialiteter kan brouchettes (en slags grillad kebab gjort på antingen kyckling, nötkött eller getkött), sangah (en blandning av majs, manioklöv och palmolja) och ndolé (en kryddig gryta av vernonia (bitterleaf), kött, räkor, grishud och jordnötspaste).
I de stora städerna, som Douala och Yaoundé finns det dock många restauranger som erbjuder ett stort utbud av västerländska rätter, såväl som kinamat och indisk mat. Det finns även många hamburgerbarer som serverar snabbmat.